# ヘイズFC
ヘイズFC（Hayes F.C.）は、イングランド・ロンドン・ヘイズを本拠地として活動していたサッカークラブチームである。2007年にイェディングFCと合併してヘイズ・アンド・イェディング・ユナイテッドFCとなった。

## 歴史
1909年、Botwell Missionとして設立。1929年にヘイズFCに名称を変更した。1931年にはFAアマチュアカップで準優勝を果たした。
1996年、イスミアンリーグからカンファレンス・ナショナルに昇格し、2002年まで6年間在籍した。
最も有名なサポーターとして、ウガンダの元大統領イディ・アミンが知られている。

## 歴代所属選手
- ジャック・ローリングス
- 林家聖
- レス・ファーディナンド
- ジェイソン・ロバーツ